# 병기창

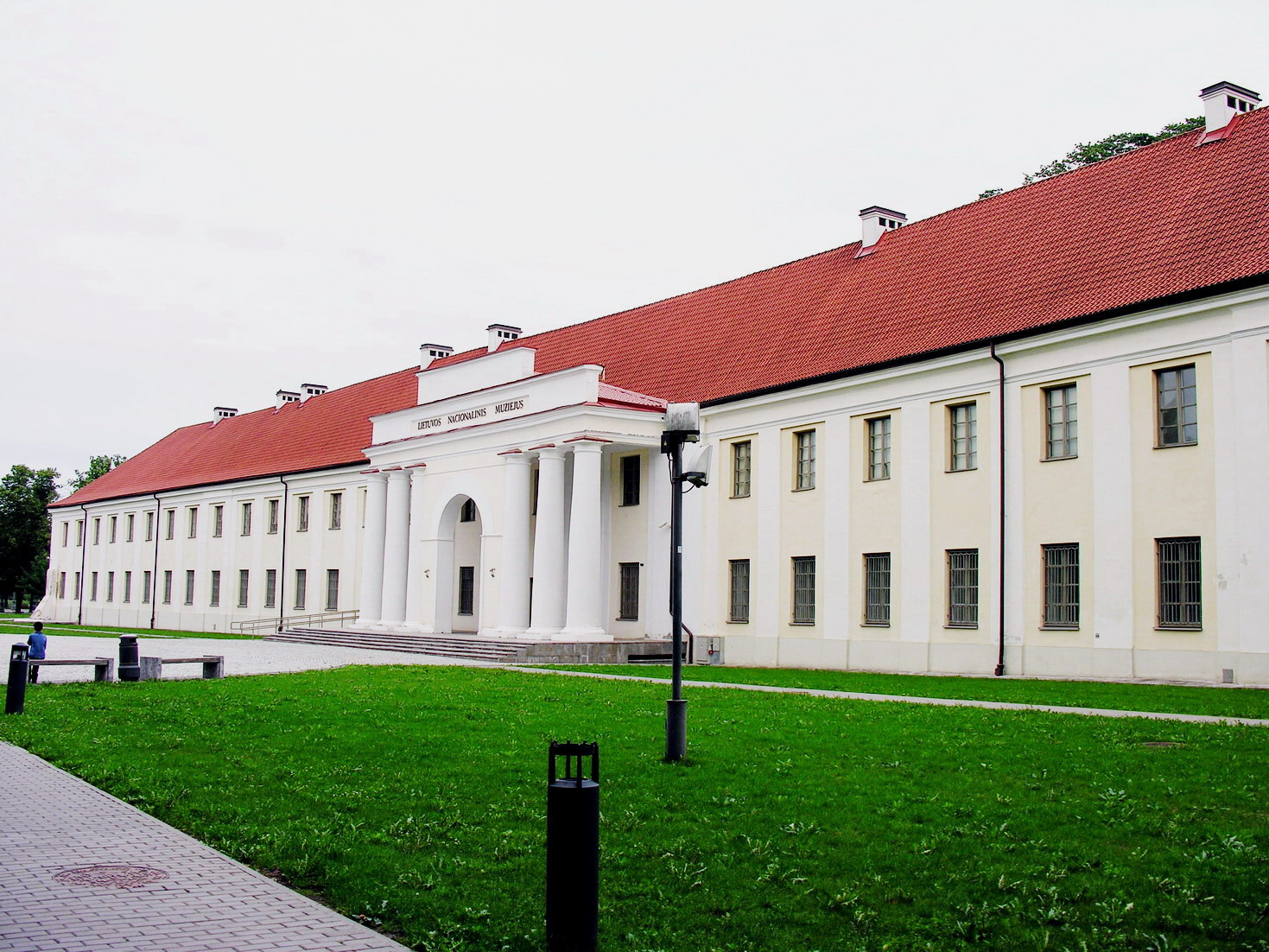
실질적인 병기창의 모습

병기창(兵器廠, arsenal) 혹은 조병창(造兵廠)은 각종 무기, 탄약 등 군수품의 설계, 제조, 유지 관리, 수리, 저장, 보관, 보급 등을 담당하는 공장 시설이다.
한편 무기와 탄약을 비롯한 군수품을 저장, 보관 및 보급을 주로 담당하는 창고 시설은 무기고(武器庫, ordnance depot) 혹은 병기고(兵器庫)로 호칭된다.

## 같이 보기
- 무기고